# Winterkasten
Winterkasten ist ein Stadtteil von Lindenfels im südhessischen Landkreis Bergstraße.

## Geographische Lage
Winterkasten liegt im Vorderen Odenwald nördlich der Kernstadt Lindenfels am Oberlauf des Mergbachs, einem der beiden Quellbäche der Gersprenz. Der Ort liegt am Fuß der bewaldeten Neunkircher Höhe (605 m), die sich im Nordwesten der Ortschaft erhebt. Die Gemarkung erreicht ihren höchsten Punkt mit 590 Meter auf dem langgestreckten Höhenrücken der Neunkircher Höhe in der Nähe des Kaiserturms. Nördlich davon reicht sie bis in die Nachbarschaft des Radarturms mit der Parabolantenne (592 m ü. NN) der Deutschen Flugsicherung (DFS). Auch die Quelle der Gersprenz liegt hier oben in der Waldgemarkung von Winterkasten. Die Eleonorenklinik liegt am Waldrand in 490 Meter Höhe. Nordöstlich der Neunkircher Höhe reicht ein Ausläufer der Gemarkung über die Germannshöhe bis zum Westhang des Rimdidim (498,5 m ü. NN). Im Westen reicht die Gemarkung bis in die Gipfelnähe des Raupensteins (545,3 m ü. NN) und im Südwesten bis auf das Buch (535,3 m ü. NN).
Die nächstgelegenen Ortschaften sind die Kernstadt Lindenfels im Süden, Winkel im Südwesten, Kolmbach im Westen, Neunkirchen im Nordwesten, Laudenau im Nordosten Klein-Gumpen im Osten und Gumpen im Südosten.

## Geschichte

### Von den Anfängen bis zum 18. Jahrhundert
Der Name Wintercasten bzw. Winterchasto wurde bereits im Jahr 773 in der Grenzbeschreibung der Mark Heppenheim, einem Verwaltungsbezirk des Frankenreichs, benutzt. Damit war allerdings die Neunkircher Höhe und nicht der heutige Ort Winterkasten gemeint.
Die früheste bekannte Erwähnung des Ortes Winterkasten stammt von 1354, als Pfalzgraf Rupprecht I. dem Heinrich von Rodenstein ein Gut zu Winterkasten als Lindenfelser Burglehen überließ. Im 14. bis 16. Jahrhundert vergab Kurpfalz Lehen über Winterkasten, und die Hoheitsrechte wechselten mehrfach zwischen den Herren von Rodenstein, den Ulner von Dieburg, den Grafen von Katzenelnbogen, den Schenken von Erbach und den Pfalzgrafen. Für das 17. Jahrhundert ist dann überliefert, dass unter der Herrschaft von Erbach acht, der Rodensteiner neun und der Ulner sieben Hausgesessene dort lebten. Die Verwaltung wurde durch das Erbachische Amt Reichenberg ausgeübt.
Auch die Gerichtsbarkeit wurde durch Kurpfalz mehrfach zum Lehen gegeben. Winterkasten gehörte zur Zent Reichelsheim, dessen Untergericht den Erbachern und Rodensteinern je zur Hälfte gehörte. Die Grundherrlichkeit wurde für die erbachischen Hubengüter wurde in Laudenau ausgeübt, während die Ulnerschen Güter zusammen mit Klein-Gumpen ein Untergericht bildeten. So ist für 1443 belegt, dass Pfalzgraf Ludwig IV. den Schenken Otto von Erbach mit dem halben Dorf, Gericht, Zehnten usw. belehnte. Im 17. Jahrhundert gehörten zur Erbachischen Zent Reichelsheim die acht Erbachischen und neun Rothensteiner Hausgesesse, während für die sieben Ulnerschen Hausgesesse das Gericht zu Gumpen bei der Mühle zuständig war. Als letzter männlicher Rodensteiner starb 1671 Georg Friedrich von Rodenstein. Teile des Erbes fielen zunächst an Johann Rudolf Victor von Pretlack, dessen Nachkommen es 1802 an die Freiherren von Gemmingen-Hornberg verkauften. Somit kamen auch die Rodensteiner Rechte an Winterkasten an die Freiherren von Gemmingen. 1826 trat die Freifrau von Gemmingen die ihr zustehende Patrimonialgerichtsbarkeit an das Großherzogtum Hessen ab und dieses übergab es 1828 an die Grafen zu Erbach-Erbach. Die verbleibenden standesherrlichen Vorrechte wurde erst 1848 nach der Märzrevolution mit dem „Gesetz über die Verhältnisse der Standesherren und adeligen Gerichtsherren“ abgeschafft.
Ab 1544 war in der gesamten Grafschaft Erbach die Reformation eingeführt und im Dreißigjährigen Krieg (1618–1648) dürfte auch Winterkasten, wie der gesamte Odenwald, schwer gelitten haben.
Auch den Zehnten an Winterkasten gaben die Pfalzgrafen zu Lehen. Auch hier traten im 14. und 15. Jahrhundert die Schenken zu Erbach, die Herren von Rodenstein sowie die Herren von Lindenfels in Erscheinung, wobei letztere den Zehnten zum Afterlehen hatten. Für das 17. Jahrhundert ist überliefert, dass die Ulner, Rodensteiner und Erbacher den großen und kleinen Zehnten bezogen „soweit ihre Güter gehen“ und der Pfarrer von Neunkirchen 1/3 des Zehnten hatte.
Ende des 18. Jahrhunderts gehörte Winterkasten zum erbachischen Amt Reichenberg. Das Patrimonialgericht Laudenau, zu dem auch Klein-Gumpen gehörte, hatten allerdings die Freiherren von Gemmingen inne.

### Vom 19. Jahrhundert bis heute
Am 14. August 1806 erhob Napoleon die Landgrafschaft Hessen-Darmstadt, gegen den Beitritt zum Rheinbund und Stellung hoher Militärkontingente an Frankreich, zum Großherzogtum. Durch die Rheinbundakte wurde die Grafschaft Erbach mediatisiert und zum größten Teil in das Großherzogtum Hessen eingegliedert, dazu gehörte auch das „Amt Reichenberg“. Das Amt blieb vorerst als standesherrschaftliches Amt erhalten. 1816 wurden im Großherzogtum Provinzen gebildet. Dabei wurde das vorher als „Fürstentum Starkenburg“ bezeichnete Gebiet, das aus den südlich des Mains gelegenen alten hessischen und den ab 1803 hinzugekommenen rechtsrheinischen Territorien bestand, in „Provinz Starkenburg“ umbenannt. 1821/22 wurden die Amtsvogteien in den Provinzen Starkenburg und Oberhessen des Großherzogtums aufgelöst und Landratsbezirke eingeführt, wobei 1822 Winterkasten zum Landratsbezirk Erbach kam. Im Rahmen dieser Reform wurden auch Landgerichte geschaffen, die jetzt unabhängig von der Verwaltung waren. Für den Landratsbezirk wurden angesichts der Besitzverhältnisse zwei Landgerichtsbezirke geschaffen: das Landgericht Freienstein mit Sitz in Beerfelden und das Landgericht Michelstadt zu dem auch Winterkasten gehörte. Diese Reform ordnete auch die Verwaltung auf Gemeindeebene neu. So war die Bürgermeisterei in Laudenau auch für Winterkasten zuständig. Entsprechend der Gemeindeverordnung vom 30. Juni 1821 gab es keine Einsetzungen von Schultheißen mehr, sondern einen gewählten Ortsvorstand, der sich aus Bürgermeister, Beigeordneten und Gemeinderat zusammensetzte.
Die Statistisch-topographisch-historische Beschreibung des Großherzogthums Hessen berichtet 1829 über Winterkasten:

„Winterkasten (L. Bez. Erbach) luth. Filialdorf; liegt 4 St. von Erbach in einem sehr hohen Thale, und gehört dem Grafen von Erbach-Erbach. Der Ort hat 60 Häuser und 480 Einw., die außer 15 Reform. lutherisch sind. Man findet 3 Mahl-, 2 Oel- und 1 Schneidemühle. Die Gegend ist gewöhnlich noch bis tief in den Mai mit Schnee bedeckt. - Der Ort kommt 773 in der Heppenheimer Markbeschreibung, so wie 1012 in der Beschreibung des Lorscher Wildbanns im Odenwald vor. Er gehörte theils dem Grafen von Erbach-Erbach theils der Freiherr Familie von Gemmingen. Im Jahr 1826 trat die Freifrau von Gemmingen die ihr zu gestandene Patrimonialgerichtsbarkeit an den Staat und dieser dieselbe 1828 wieder an den Grafen von Erbach-Erbach ab. Letzterer Theil gehörte früher zum Ritterkanton Odenwald. Das Ganze war 1806 unter Hess. Hoheit gekommen.“

1832 wurden die Verwaltungseinheiten weiter vergrößert und Kreise geschaffen, wobei die Landratsbezirke mit standesherrschaftlichen Orten, wie der Landratsbezirk Erbach, aber ausgespart blieben.
Im Neuestes und gründlichstes alphabetisches Lexicon der sämmtlichen Ortschaften der deutschen Bundesstaaten von 1845 heißt es:

„Winterkasten b. Erbach. — Dorf, zur evangel. Pfarrei Neunkirchen, resp. kathol. Pfarrei Lindenfels gehörig. 60 H. 480 evangel. E. — Großherzogthum Hessen. — Provinz Starkenburg. — Landrathsbezirk Erbach. — Landgericht Michelstadt. — Hofgericht Darmstadt. — Das Dorf Winterkasten,
in einem sehr hohen Thale liegend, gehört zur Standesherrschaft des Grafen von Erbach-Erbach. Der Ort hat 2 Oel-, 1 Schneide- und 3 Mahlmühlen, und hat den Namen nicht mit Unrecht, denn die Gegend ist gewöhnlich noch bis tief in den Mai mit Schnee bedeckt. Uebrigens gehört Winterkasten zu dem Großherzogthume erst seit dem J. 1806.“

Am 31. Juli 1848 wurden die Kreise und die Landratsbezirke des Großherzogtums abgeschafft und durch „Regierungsbezirke“ ersetzt, wobei Winterkasten zum Regierungsbezirk Erbach kam. Bereits vier Jahre später, im Laufe der Reaktionsära, kehrte man aber zur Einteilung in Kreise zurück und Winterkasten wurde Teil des neu geschaffenen Kreises Lindenfels.
Die im Dezember 1852 aufgenommenen Bevölkerungs- und Katasterlisten für Winterkasten: Zwei öffentliche Gebäude (Schul- und Rathaus); 60 Wohnhäuser mit 84 Familien und 570 Seelen, davon waren 561 lutheranisch, 6 reformatorisch und 3 katholisch. Von der Bevölkerung wurden weiterhin erfasst die Kinder mit 125 Knaben und 130 Mädchen und die Erwachsenen mit 148 Männern und 167 Frauen. Die Beschäftigung wurde angegeben mit 21 Ackerleuten, 25 Gewerbsleuten, 6 mit beides zugleich, 30 Taglöhnern und 33 Dienstboten. Die Gemarkung bestand aus 2358 Morgen, davon waren 1130 Morgen Ackerland, 454 Morgen Wiesen und 644 Morgen Wald.
1853 wurde Winterkasten dem Landgericht Fürth zugeordnet.
In den Statistiken des Großherzogtums Hessen werden, bezogen auf Dezember 1867, für das Filialdorf Winterkasten mit eigener Bürgermeisterei, 64 Häuser, 513 Einwohnern, der Kreis Lindenfels, die evangelische Pfarrei Neunkirchen des Dekanats Reinheim und die katholische Pfarrei Lindenfels des Dekanats Heppenheim, angegeben. Die Bürgermeisterei in Winterkasten war außerdem für den Wohnplatz Schleich (5 Häuser, 41 Einw.) zuständig.
1874 wurde eine Anzahl von Verwaltungsreformen beschlossen. So wurden die landesständige Geschäftsordnung sowie die Verwaltung der Kreise und Provinzen durch Kreis- und Provinzialtage geregelt. Die Neuregelung trat am 12. Juli 1874 in Kraft und verfügte auch die Auflösung der Kreise Lindenfels und Wimpfen und die Eingliederung von Winterkasten in den Kreis Bensheim.
Die hessischen Provinzen Starkenburg, Rheinhessen und Oberhessen wurden 1937 nach der 1936 erfolgten Auflösung der Provinzial- und Kreistage aufgehoben. Zum 1. November 1938 trat dann eine umfassende Gebietsreform auf Kreisebene in Kraft. In der ehemaligen Provinz Starkenburg war der Kreis Bensheim besonders betroffen, da er aufgelöst und zum größten Teil dem Kreis Heppenheim zugeschlagen wurde. Der Kreis Heppenheim übernahm auch die Rechtsnachfolge des Kreises Bensheim und erhielt den neuen Namen Landkreis Bergstraße.
Wie die Einwohnerzahlen von 1939 bis 1950 zeigen, nahm auch Winterkasten nach dem Krieg viele Flüchtlinge und Vertriebene aus den ehemaligen deutschen Ostgebieten auf.
Im Jahr 1961 wurde die Gemarkungsgröße mit 635 ha angegeben, davon waren 196 ha Wald.
Im Zuge der Gebietsreform in Hessen wurde die bis dahin selbstständige Gemeinde Winterkasten am 31. Dezember 1971 auf freiwilliger Basis nach Lindenfels eingemeindet. Für Winterkasten wurde wie für alle nach Lindenfels eingegliederten Orte ein Ortsbezirk mit Ortsbeirat und Ortsvorsteher nach der Hessischen Gemeindeordnung eingerichtet.

### Gerichte in Hessen
Bis zur Trennung der Rechtsprechung von der Verwaltung nahmen die Ämter beide Funktionen, meist in Personalunion, wahr. Sie hatten in der Regel aber nur die Niedere Gerichtsbarkeit inne. Im Jahr 1826 trat die Familie von Gemmingen ihre Rechte am Patrimonialgericht Laudenau, zu dem Winterkasten gehörte, an den Staat ab. Nach Auflösung des Patrimonialgerichts 1827 nahm die erstinstanzliche Rechtsprechung „provisorisch“ zunächst für ein Jahr das Landgericht Lichtenberg, dann ab 1828 das Landgericht Michelstadt wahr, ab 1853 das Landgericht Fürth, ab 1879 das Amtsgericht Fürth, ab 1904 das Amtsgericht Reichelsheim und nach dessen Auflösung 1968 das Amtsgericht Michelstadt.

### Verwaltungsgeschichte im Überblick
Die folgende Liste zeigt die Staaten und Verwaltungseinheiten, denen Winterkasten angehört(e):
- vor 1718: Heiliges Römisches Reich, Grafschaft Erbach, Amt Reichenberg
- ab 1718: Heiliges Römisches Reich, Grafschaft Erbach-Erbach, Anteil an der Grafschaft Erbach, Amt Reichenberg
- ab 1806: Großherzogtum Hessen,[Anm. 2] Fürstentum Starkenburg, Amt Reichenberg (Standesherrschaft Erbach)
- ab 1815: Großherzogtum Hessen, Provinz Starkenburg, Amt Reichenberg
- ab 1820: Großherzogtum Hessen, Provinz Starkenburg, Amt Reichenberg (Patrimonialgericht von Gemmingen)
- ab 1822: Großherzogtum Hessen, Provinz Starkenburg, Landratsbezirk Erbach[Anm. 3]
- ab 1848: Großherzogtum Hessen, Regierungsbezirk Erbach
- ab 1852: Großherzogtum Hessen, Provinz Starkenburg, Kreis Lindenfels
- ab 1871: Deutsches Reich,[Anm. 4] Großherzogtum Hessen, Provinz Starkenburg, Kreis Lindenfels
- ab 1874: Deutsches Reich, Großherzogtum Hessen, Provinz Starkenburg, Kreis Bensheim
- ab 1918: Deutsches Reich, Volksstaat Hessen,[Anm. 5] Provinz Starkenburg, Kreis Bensheim
- ab 1938: Deutsches Reich (Weimarer Republik), Volksstaat Hessen, Landkreis Bergstraße[28][Anm. 6]
- ab 1945: Amerikanische Besatzungszone,[Anm. 7] Groß-Hessen, Regierungsbezirk Darmstadt, Landkreis Bergstraße
- ab 1946: Amerikanische Besatzungszone, Hessen, Regierungsbezirk Darmstadt, Landkreis Bergstraße
- ab 1949: Bundesrepublik Deutschland, Hessen, Regierungsbezirk Darmstadt, Landkreis Bergstraße
- ab 1971: Bundesrepublik Deutschland, Hessen, Regierungsbezirk Darmstadt, Landkreis Bergstraße, Stadt Lindenfels[Anm. 8]

## Bevölkerung

### Einwohnerstruktur 2011
Nach den Erhebungen des Zensus 2011 lebten am Stichtag dem 9. Mai 2011 in Winterkasten 708 Einwohner. Darunter waren 33 (4,7 %) Ausländer.
Nach dem Lebensalter waren 111 Einwohner unter 18 Jahren, 300 zwischen 18 und 49, 147 zwischen 50 und 64 und 150 Einwohner waren älter. Die Einwohner lebten in 306 Haushalten. Davon waren 87 Singlehaushalte, 93 Paare ohne Kinder und 99 Paare mit Kindern, sowie 24 Alleinerziehende und 6 Wohngemeinschaften. In 63 Haushalten lebten ausschließlich Senioren und in 201 Haushaltungen lebten keine Senioren.

### Einwohnerentwicklung
| • 1829: | 480 Einwohner, 60 Häuser |
| • 1867: | 513 Einwohner, 64 Häuser |

| Winterkasten: Einwohnerzahlen von 1829 bis 2012 | Winterkasten: Einwohnerzahlen von 1829 bis 2012 | Winterkasten: Einwohnerzahlen von 1829 bis 2012 | Winterkasten: Einwohnerzahlen von 1829 bis 2012 | Winterkasten: Einwohnerzahlen von 1829 bis 2012 |
| --- | ----------------------------------------------- | ----------------------------------------------- | ----------------------------------------------- | ----------------------------------------------- |
| Jahr |                                                 |                                                 |                                                 | Einwohner                                       |
| 1829 | 1829                                            |                                                 | 480                                             | 480                                             |
| 1834 | 1834                                            |                                                 | 470                                             | 470                                             |
| 1840 | 1840                                            |                                                 | 493                                             | 493                                             |
| 1846 | 1846                                            |                                                 | 494                                             | 494                                             |
| 1852 | 1852                                            |                                                 | 570                                             | 570                                             |
| 1858 | 1858                                            |                                                 | 504                                             | 504                                             |
| 1864 | 1864                                            |                                                 | 530                                             | 530                                             |
| 1871 | 1871                                            |                                                 | 502                                             | 502                                             |
| 1875 | 1875                                            |                                                 | 517                                             | 517                                             |
| 1885 | 1885                                            |                                                 | 547                                             | 547                                             |
| 1895 | 1895                                            |                                                 | 538                                             | 538                                             |
| 1905 | 1905                                            |                                                 | 691                                             | 691                                             |
| 1910 | 1910                                            |                                                 | 757                                             | 757                                             |
| 1925 | 1925                                            |                                                 | 627                                             | 627                                             |
| 1939 | 1939                                            |                                                 | 632                                             | 632                                             |
| 1946 | 1946                                            |                                                 | 878                                             | 878                                             |
| 1950 | 1950                                            |                                                 | 881                                             | 881                                             |
| 1956 | 1956                                            |                                                 | 703                                             | 703                                             |
| 1961 | 1961                                            |                                                 | 819                                             | 819                                             |
| 1967 | 1967                                            |                                                 | 833                                             | 833                                             |
| 1970 | 1970                                            |                                                 | 792                                             | 792                                             |
| 1980 | 1980                                            |                                                 | ?                                               | ?                                               |
| 1990 | 1990                                            |                                                 | ?                                               | ?                                               |
| 2000 | 2000                                            |                                                 | 735                                             | 735                                             |
| 2006 | 2006                                            |                                                 | 748                                             | 748                                             |
| 2011 | 2011                                            |                                                 | 708                                             | 708                                             |
| 2012 | 2012                                            |                                                 | 690                                             | 690                                             |
| Datenquelle: Historisches Gemeindeverzeichnis für Hessen: Die Bevölkerung der Gemeinden 1834 bis 1967. Wiesbaden: Hessisches Statistisches Landesamt, 1968. Weitere Quellen: LAGIS; 2000; 2006; 2012: Stadt Lindenfels aus webarchiv. Zensus 2011 |                                                 |                                                 |                                                 |                                                 |

### Historische Religionszugehörigkeit
| • 1829: | 465 lutheranische (= 96,88 %) und 15 reformierte (= 3,12 %) Einwohner |
| • 1961: | 657 evangelische (= 80,22 %), 157 katholische (= 19,17 %) Einwohner   |

## Politik

### Ortsbeirat
Für Winterkasten besteht ein Ortsbezirk (Gebiete der ehemaligen Gemeinde Winterkasten) mit Ortsbeirat und Ortsvorsteher nach der Hessischen Gemeindeordnung. Der Ortsbeirat besteht aus neun Mitgliedern. Nach der Kommunalwahl 2021 setzt er sich aus sechs Vertretern der LWG/CDU und drei Vertretern der SPD zusammen. Nachfolger des langjährigen Ortsvorsteher Alfons Moritz (LWG / 1982–2021) ist Fabian Kopp (LWG / seit 2021).

### Wappen
Am 30. Juli 1971 wurde der Gemeinde Winterkasten ein Wappen mit folgender Blasonierung verliehen: Unter einem roten, mit drei silbernen sechsstrahligen Sternen belegten Schildhaupt eine schwarze Scheune (stilisiert) in Gold.

## Kultur und Sehenswürdigkeiten

### Waldhufenkirche
Etwas abseits der Hauptstraße liegt das „Evangelische Gemeindezentrum Waldhufenkirche“ der Evangelischen Kirchengemeinde Winterkasten/Laudenau. Es wurde 1973 fertiggestellt und umfasst neben einem Kirchensaal im Obergeschoss mehrere Versammlungs- und Funktionsräume. Hauptsehenswürdigkeit ist das „Auferstehungsfenster“ nach dem Entwurf von Manfred Stumpf aus der Glaswerkstatt Peter Hermans, das 2005 entstand.

### Regelmäßige Veranstaltungen
Das alljährliche Scheeserenne findet auf dem Sportplatz in Winterkasten statt. Die Aufgabe ist es dabei, selbstgebaute Rennwagen und Autos über einen Hindernisparcours zu steuern und diesen heil zu überstehen. Die Veranstaltung lockt jährlich viele Zuschauer und Besucher in den kleinen Ort.

### Natur und Schutzgebiete

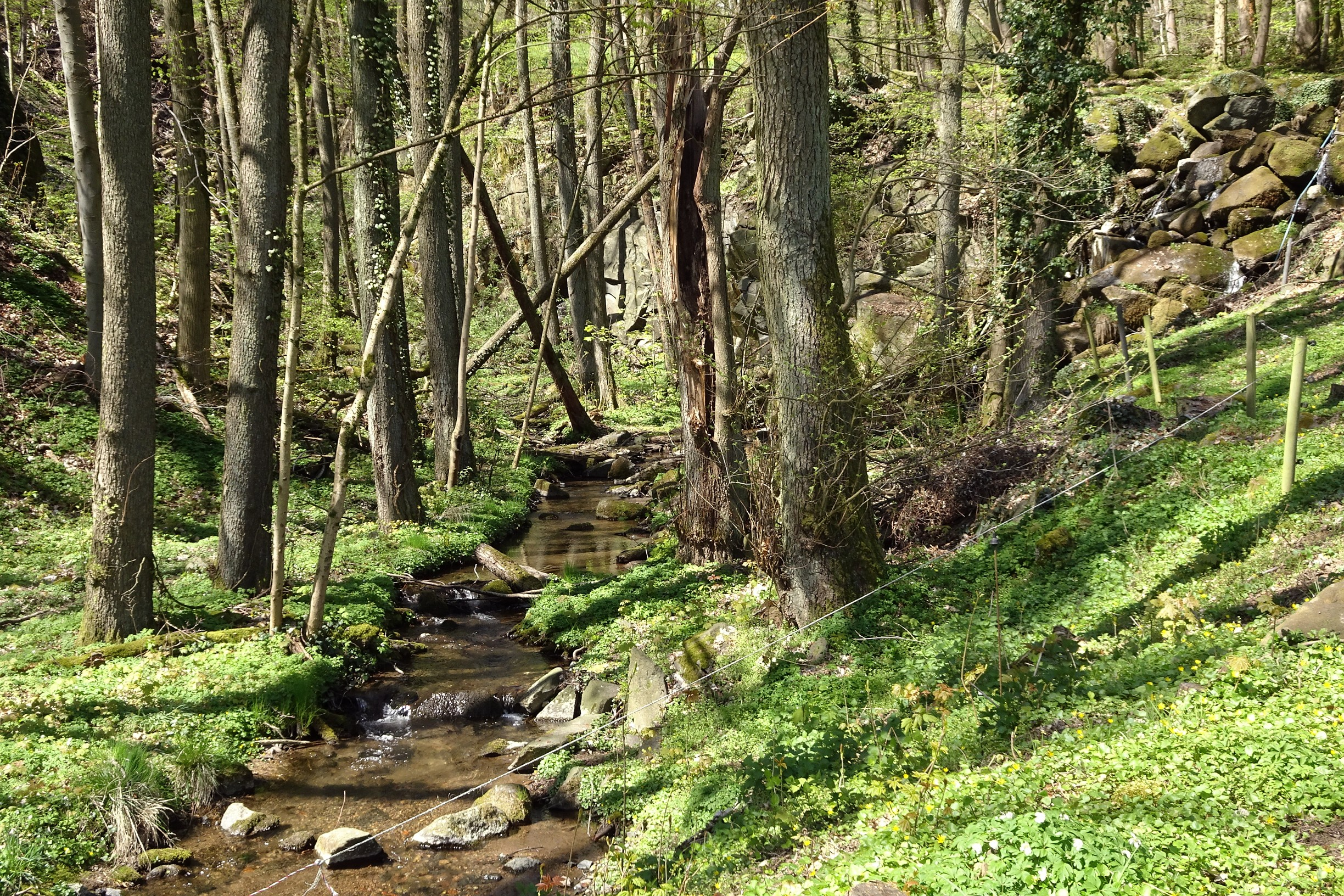
Am Mergbach unterhalb von Winterkasten (2021)

Die gefasste Quelle des Mergbachs ist als Naturdenkmal „Gersprenzquelle“ geschützt. Der Verlauf des Mergbachs mit seinen Zuflüssen ist Teil des Natura2000-Schutzgebiets „Oberläufe der Gersprenz“ (FFH-Gebiet DE 6319-302).

## Wirtschaft und Infrastruktur
Eleonorenklinik

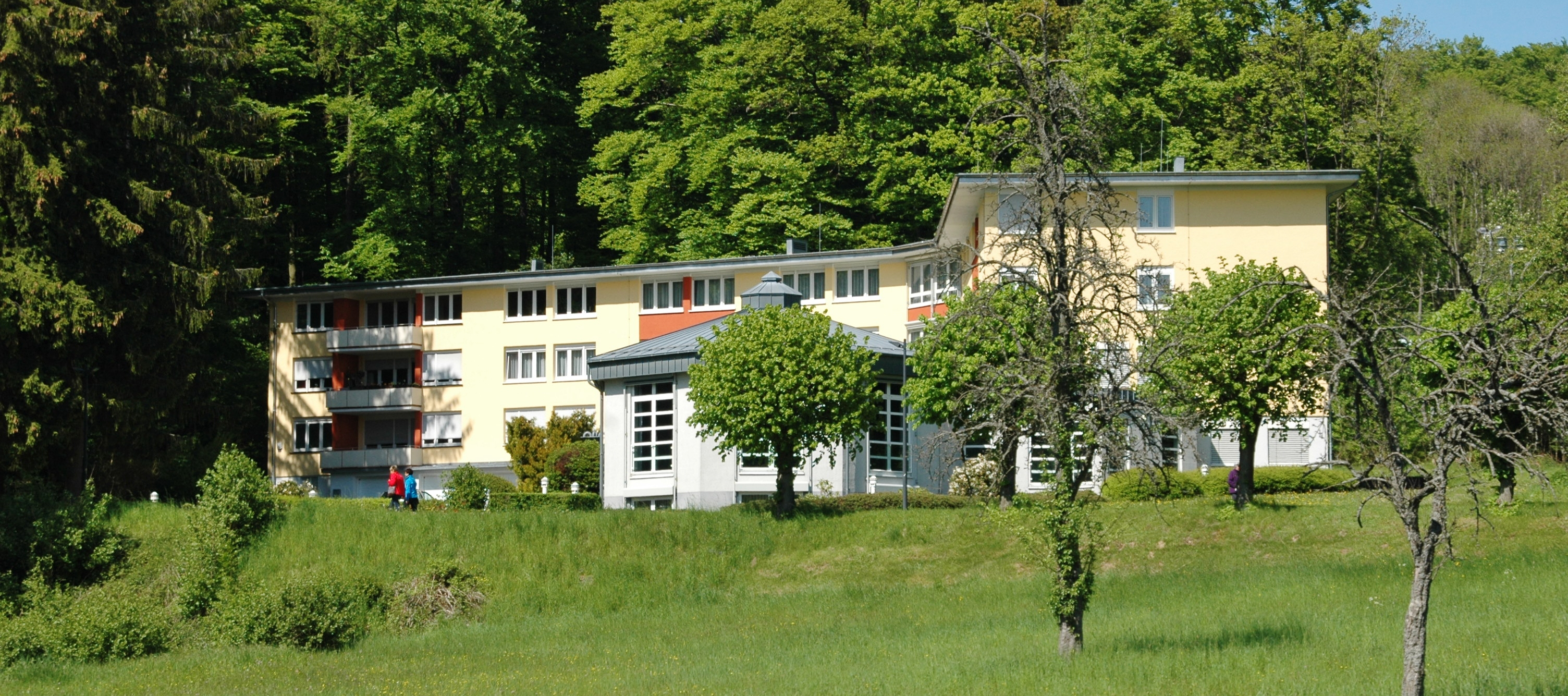
Eleonorenklinik (2012)

Durch die Eleonorenklinik ist Winterkasten ein weitbekannter Luftkurort. Sie ist eine Reha-Klinik, die sich auf die Behandlung hauptsächlich von Stoffwechselerkrankungen und gastroenterologischen Erkrankungen spezialisiert hat.
Auf dem Gelände der Eleonorenklinik befindet sich außerdem ein Bildungszentrum der Deutschen Rentenversicherung Hessen, das für Aus- und Weiterbildungszwecke genutzt wird.